# マリアン・セージ
マリアン・セージ（英語: Marion Sage、1943年3月26日 - ）は、南アフリカ共和国、ケープタウン出身のフィギュアスケート選手（女子シングル）。1960年スコーバレーオリンピック南アフリカ共和国代表。

## 主な戦績
| 大会/年      | 1959-60 |
| ------------ | ------- |
| オリンピック | 23      |